# Hospital de San Roque (Plasencia)
El hospital de San Roque, hospital de la Cruz u hospital de Doña Beatriz de Trejo es un edificio histórico del siglo XVI ubicado en la ciudad española de Plasencia, en la provincia de Cáceres.
Situado junto a la puerta del Sol a las afueras de la muralla, funcionó desde 1550 hasta principios del siglo XIX como hospital de convalecencia, albergando además una enfermería para los franciscanos descalzos de la zona. En el siglo XIX, el hospital fue desamortizado, parcialmente destruido y dividido en varias parcelas. Actualmente solo se conserva, muy transformada, la iglesia del hospital, cuyo interior alberga desde 2019 un restaurante de Burger King.

## Localización
El hospital fue fundado en la prolongación extramuros de la calle del Sol, es decir, en la parte exterior a la muralla de la puerta del Sol. En el área del lugar elegido se había ubicado en la Edad Media la desaparecida iglesia de San Andrés, que se cree que había sido el primer hospital de la ciudad; por la falta de documentos, se desconoce si hubo alguna relación entre la iglesia de San Andrés y el hospital de San Roque.
Lo que queda de la iglesia del hospital se conserva todavía a las afueras de la puerta del Sol. Limita al oeste con la plaza de San Pedro de Alcántara, que es una zona de aparcamiento a las afueras de la muralla; al sur con el tramo extramuros de la calle del Sol, que la separa de la estatua ecuestre de Alfonso VIII; al este con la avenida la Salle, una de las avenidas principales de la ciudad; y al norte con un pequeño bloque de viviendas, tras el cual se hallan la iglesia del Cristo de las Batallas y lo que queda del convento de San Miguel. Aunque los límites de los barrios de Plasencia no están completamente definidos, el Ayuntamiento considera esta área como parte de la zona de influencia del barrio de Vera-Elena.

## Historia

### Fundación (sigloXVI)
Este hospital fue fundado en 1550 por Beatriz de Trejo, viuda de Francisco de Valencia. Valencia había dejado en su testamento todos sus bienes a su mujer en régimen de usufructo vitalicio, debiendo pasar a ser utilizados tras la muerte de ella para la construcción de un hospital, que podía ubicarse en la tierra de Plasencia o en la tierra de Trujillo. Beatriz de Trejo fundó el hospital en su propio testamento, pero quiso verlo construido en vida, para lo cual aportó sus propios bienes y ordenó estrictamente que las rentas no se incorporaran a ningún otro sitio. En aquel momento había dos hospitales activos en la ciudad: el hospital de Santa María y el de La Merced.
El motivo de Beatriz de Trejo para querer ver el hospital funcionando lo antes posible era la compleja situación sanitaria que tenían las ciudades en aquella época: los hospitales del Antiguo Régimen se creaban y financiaban mediante fundaciones privadas, lo que llevaba a que la autoridad pública no pudiese coordinarlos, existiendo en muchos lugares una gran dispersión. Para ello, una posible solución era confiscar los bienes dados en testamento para unirlos a otro fin público más viable: en el siglo XV, Sixto IV había dictado letras apostólicas para desviar los bienes de dos hospitales planeados en la ciudad hacia la construcción del convento de Santo Domingo, algo que Beatriz de Trejo quería evitar que se repitiera con el hospital de San Roque.
El hospital era conocido originalmente como "hospital de la Cruz", debido a que junto al mismo se ubicaba hasta el siglo XX un crucero en cuya basa se indicaba su nombre, sus fundadores y el año de fundación. Esta cruz fue derribada por un carro y su basa fue hallada posteriormente en una pared medianera lejana. La construcción fue dirigida por el cantero Baltasar Botello y terminada tras la muerte de este por el arquitecto Francisco Rodríguez. Al edificio se le asignó la función de hospital de convalecientes, careciendo de asistencia médica y medicamentos.
Se desconoce en gran medida cómo era inicialmente la estructura interior del hospital. Sin embargo, ha quedado como resto destacado el sepulcro de los fundadores, obra de la segunda mitad del siglo XVI que en 2016 fue hallada incrustada en el ábside. Es un gran prisma cuadrangular decorado con cruces en la tapa y con los escudos de armas de las familias Valencia, Montoya y Villoldo en el frente, apoyándose todo el conjunto sobre las figuras de cuatro leones, que fueron hallados incrustados en la pared sobre el sarcófago.

### Período franciscano (siglos XVII-XVIII)
El hospital de San Roque no incluía en el siglo XVI únicamente el hospital de convalecientes, sino que junto al muro septentrional de su capilla se había fundado en 1558 una enfermería destinada a los franciscanos descalzos de la zona. Esto provocó que en 1641 los descalzos abandonaran su convento de San Miguel de la Florida, situado a las afueras de la ciudad, y fundaran junto al hospital y la enfermería el nuevo convento de San Miguel, del que actualmente solo queda una estructura con forma de torre. De la estrecha relación que tuvieron los franciscanos con el hospital durante los siglos XVII-XVIII hay poca información, pues coincidió en el tiempo con una época de decadencia en la ciudad, que pasó de unos diez mil habitantes a finales del siglo XVI a unos cuatro mil a lo largo del siglo XVIII.
Durante el tiempo que el hospital estuvo en funcionamiento, se creó la costumbre de que, cada vez que la Virgen del Puerto era bajada en procesión a la ciudad, debía realizar su primera parada en el hospital. Se sabe que ya había parado aquí en 1589, en la primera bajada que se conoce y que se llevó a cabo por la sequía. Otro ejemplo tuvo lugar en 1649, cuando se registra que, antes de bajar a la Virgen para rogar contra la epidemia de peste, se hizo una novena en honor a San Roque, cuya imagen albergada en la iglesia del hospital fue trasladada a la catedral; tras esto, los fieles procesionaron a la Virgen desde el hospital hasta la catedral descalzos en señal de penitencia. Aunque las bajadas de la Virgen eran rogativas excepcionales por motivos de necesidad, arraigó tanto la tradición de parar primero la imagen en la capilla del hospital que se recoge como algo obligatorio en varios acuerdos municipales de mediados del siglo XVIII.
En el siglo XVIII, las funciones de hospital de convalecientes se trasladaron a un anejo del hospital de Santa María, limitándose las funciones del hospital de San Roque. Según el Catastro de Ensenada de 1752, con las rentas del hospital de la Cruz se curaba a los franciscanos descalzos, y solamente si sobrase dinero se destinaría a curar a pobres pasajeros; aquel año el hospital tenía una renta de unos tres mil quinientos reales.

### Cierre del hospital

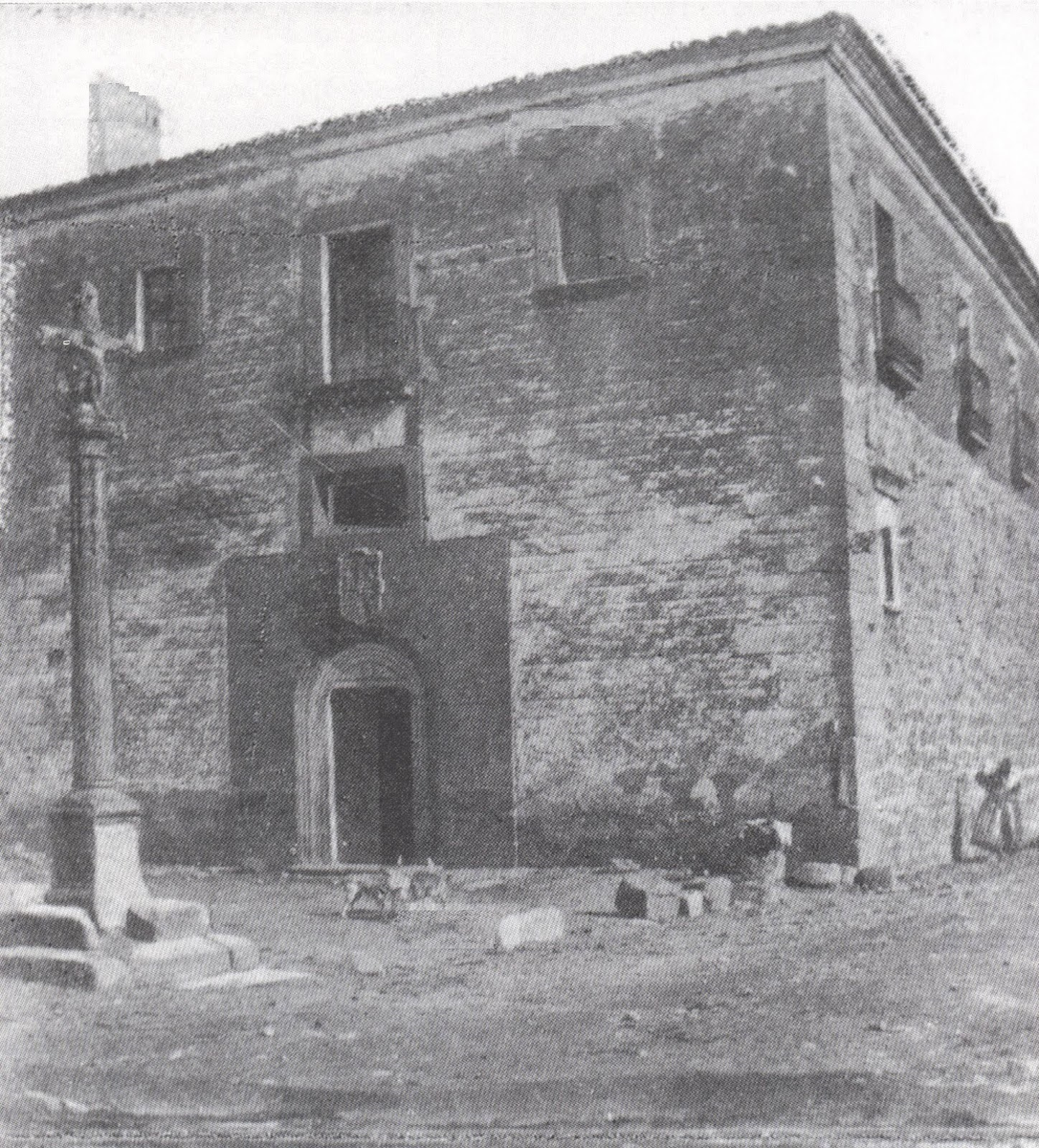
El edificio en 1905, cuando se usaba como fábrica de corcho. En la imagen todavía puede verse la cruz, actualmente desaparecida.

El hospital estuvo en uso hasta principios del siglo XIX, pues en el Interrogatorio de la Real Audiencia de Extremadura de 1791 todavía se menciona con una renta de unos cinco mil setecientos reales. En la Guerra Peninsular, el hospital pasó a ser el cuartel del regimiento local, al haber sido destruido su cuartel original por los invasores franceses. Sin embargo, la decadencia final del edificio se produjo durante la primera guerra carlista: en 1836 fue desamortizado y dividido en varias parcelas y en 1837 fue parcialmente destruido por los cristinos para reparar la muralla de la ciudad con sus piedras.
Tras su destrucción en el siglo XIX, el complejo formado por el hospital y el convento fue parcelado y se dedicó a funciones muy diversas. Por ejemplo, la iglesia del hospital se usó en el siglo XX como almacén y fábrica de corcho. El estado en el que se encontraba lo que quedaba del edificio llevó a que a finales del siglo XX se plantease incluso su demolición, llegando a haber una causa judicial de una asociación cultural local contra el Ayuntamiento por este motivo. A principios del siglo XXI, lo que quedaba del edificio estaba destinado a diversos establecimientos como tienda de decoración, centro de estética y relojería; el ábside de la iglesia, pese a ser la parte mejor conservada, era un almacén tapiado y rodeado de carteles publicitarios.

## Estado actual
Del hospital solamente se mantiene en pie, y muy transformada, la iglesia del complejo. Junto a una torre del vecino convento de San Miguel, la iglesia está protegida como monumento de relevancia local por el Plan General Municipal de Plasencia.
Sin embargo, debido a que el hospital fue parcelado tras su cierre en el siglo XIX, lo que en su día fue la iglesia del complejo está ahora dividido en dos edificios. La parte principal de la iglesia, que sin su ábside forma uno de los dos edificios, es difícilmente identificable por sí misma como templo en la actualidad, pues se ha convertido en un bloque dividido horizontalmente en el que la planta baja sirve para local comercial y la planta alta para dos viviendas, con ventanas y balcones en las fachadas; en lo que podría haber sido el imafronte del templo se conserva el escudo heráldico de los fundadores sobre la portada, que actualmente es un arco de medio punto con dovelas radiadas. Por el contrario, conserva mejor el aspecto original el ábside, que hallándose adyacente al resto del edificio sirve para otro local comercial; este ábside es de planta cuadrada, con muros de sillería-mampostería y con contrafuertes en las esquinas, y en su muro septentrional da idea de cómo continuaba en la enfermería de los franciscanos descalzos, quienes contaban con una ventana para que los enfermos siguieran las misas desde la planta superior.
En 2007, el Ayuntamiento de Plasencia decidió expropiar el ábside de la iglesia dentro de un plan para remodelar el entorno de la puerta del Sol, por ser el ábside la única parte de la estructura original del hospital que se conserva casi intacta. Tras la expropiación, el Ayuntamiento llevó a cabo obras de adecuación tanto en el interior como en el exterior del ábside, que en 2016 se hizo conocido por la investigación arqueológica relacionada con el sepulcro de los fundadores. La idea original era convertirlo en un pequeño centro cultural visitable al público en el que participaría la asociación de vecinos del barrio Vera-Elena, con una inversión de cuatrocientos mil euros.
Sin embargo, los problemas económicos provocados por la crisis económica de aquella época, unidos al pequeño tamaño del ábside, hicieron conveniente abandonar el proyecto público y buscar ayuda privada. De este modo, a principios de 2018 una franquiciada de la cadena floridana de restaurantes Burger King presentó un proyecto de rehabilitación del edificio completo, a cambio del cual pasaría a ser durante dos décadas arrendataria tanto de la parte privada como del ábside público del complejo. La empresa invirtió más de un millón de euros en la rehabilitación, que comenzó en octubre de 2018, y abrió el restaurante el año siguiente. La apertura del restaurante obligó a trasladar el sarcófago de los fundadores al convento de Santa Clara, donde quedó expuesto al público a la espera de una futura rehabilitación.